# Ван Конингсло, Жорж
Жорж ван Конингсло (нидерл. Georges Van Coningsloo; 27 октября 1940, Вавр, провинция Валлонский Брабант, Бельгия — 7 апреля 2002, коммуна Гре-Дуасо, провинция Валлонский Брабант, Бельгия) — бельгийский профессиональный шоссейный велогонщик в 1963—1974 годах.

## Достижения
1963
4-й Флеш Валонь
10-й Льеж — Бастонь — Льеж
1964
1-й Париж — Брюссель
2-й Week-end ardennais
2-й Льеж — Бастонь — Льеж
5-й Тур Фландрии
5-й Милан — Сан-Ремо
5-й Эшборн — Франкфурт
8-й Супер Престиж Перно (вместе с Витторио Адорни)
1965
1-й Тур Лимбурга
1-й Гран-при Фурми
1-й — Этап 8 Париж — Ницца
1-й — Этап 7 Критериум Дофине
2-й E3 Харелбеке
2-й Брабантсе Пейл
3-й Эшборн — Франкфурт
5-й Флеш Валонь
6-й Тур Бельгии — Генеральная классификация
1-й — Этап 1
10-й Париж — Рубе
1966
5-й Тур Бельгии — Генеральная классификация
8-й Дварс дор Фландерен
9-й Флеш Валонь
1967
1-й Бордо — Париж
1-й Gullegem Koerse
2-й Париж – Люксембург
2-й Circuit des frontières
3-й Эшборн — Франкфурт
5-й Милан — Сан-Ремо
7-й Супер Престиж Перно (вместе с Люсьеном Аймаром)
1969
1-й — Этап 2b Тур Пикардии
2-й E3 Харелбеке
4-й Бордо — Париж
7-й Париж — Тур
8-й Милан — Сан-Ремо
9-й Тур Люксембурга — Генеральная классификация
1970
2-й Тур Лимбурга
1971
1-й Гран-при Пино Черами
4-й Тур Фландрии
6-й Брабантсе Пейл
1972
1-й Flèche hesbignonne-Cras Avernas
10-й Тур Лимбурга
1973
2-й Flèche hesbignonne-Cras Avernas
6-й Тур Лимбурга
7-й Ле-Самен

## Статистика выступлений

### Гранд-туры
| Гранд-тур                 | 1964 | 1965 | 1966 | 1967 | 1968 | 1969 | 1970 |
| ------------------------- | ---- | ---- | ---- | ---- | ---- | ---- | ---- |
| Джиро д’Италия            | —    | —    | —    | —    | —    | —    | —    |
| Тур де Франс              | НФ   | НФ   | НФ   | —    | —    | —    | —    |
| (c 2010 ) Вуэльта Испании | —    | —    | —    | —    | —    | —    | НФ   |

| —  | Не участвовал  |
| НФ | Не финишировал |